# Gontrano
Gontrano, o Gontranno o anche Guntrammo (532 circa – Chalon-sur-Saône, 28 marzo 592), è stato un re franco della dinastia dei merovingi che, dal 561 alla morte, regnò sulla Burgundia e che è anche venerato come santo dalla Chiesa cattolica. 
Infatti, sotto il suo regno ebbe grande impulso la diffusione del cristianesimo.

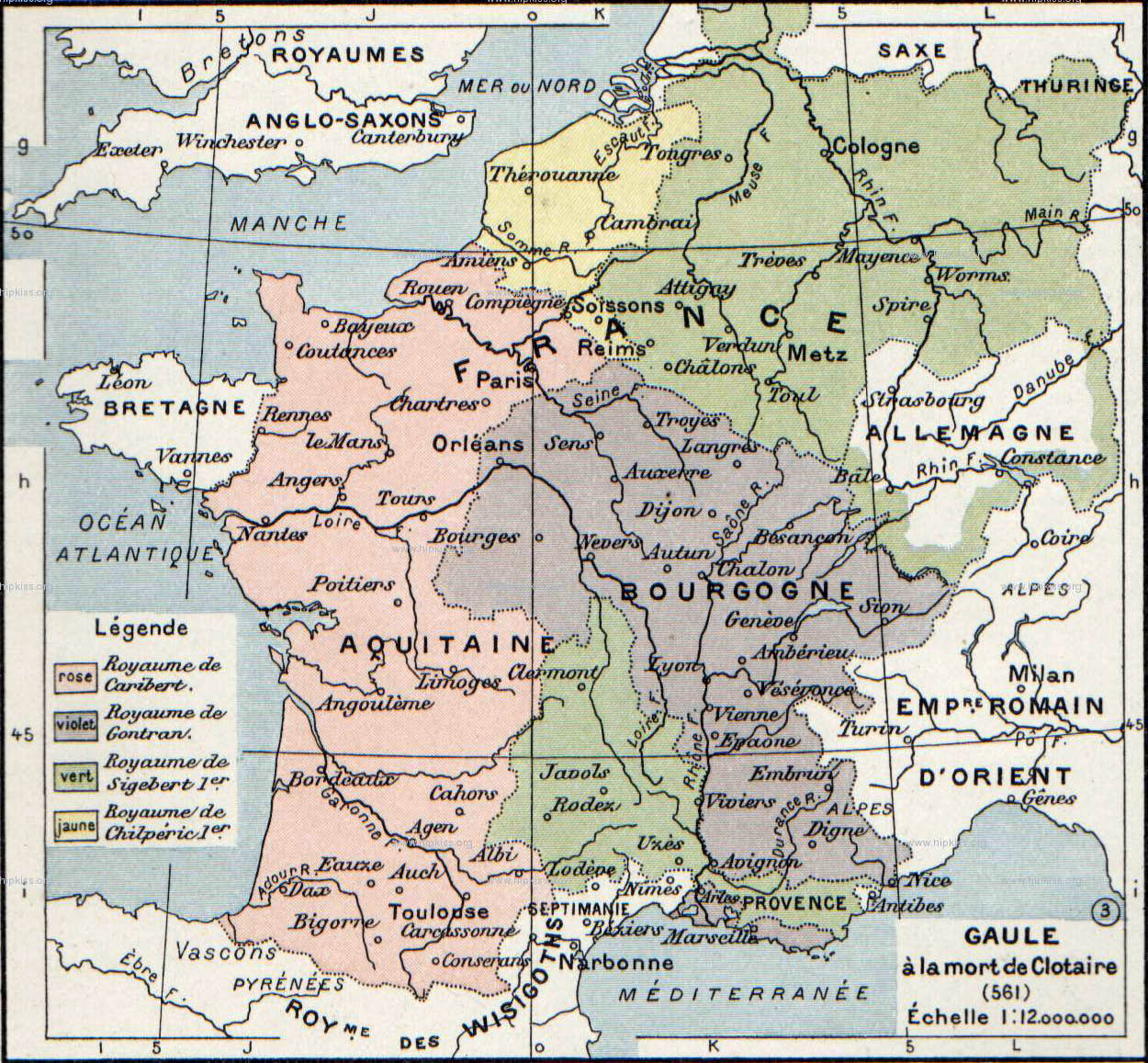
Divisione del regno di Clotario I

Il regno dei Franchi, nel 567, dopo la morte di Cariberto I

## Origini
Era il figlio quartogenito (il vescovo Gregorio di Tours (536 – 597) lo elenca come quarto figlio), del re dei Franchi Sali della dinastia merovingia, Clotario I e, sempre secondo Gregorio di Tours, della sua terza moglie, Ingonda, di cui non si conoscono gli ascendenti.

## Biografia
Alla morte del padre, nel 561, sempre secondo Gregorio di Tours e come confermato anche dalle cronache del vescovo Mario di Avenches, i quattro figli di Clotario I che erano ancora in vita si divisero il regno del padre in quattro parti e a Gontrano toccò quello che era stato il regno dello zio Clodomiro, il regno di Orléans.
Dopo la morte del fratello, il re di Parigi Cariberto I, senza eredi maschi, il regno di Parigi venne diviso tra il di lui fratello, Sigeberto I ed il fratellastro, Chilperico I, per cui Gontrano estese i suoi domini.
Cercò sempre, con poco successo, di mantenere la pace tra i regni franchi, intervenendo con la sua opera di mediazione, cercando di intervenire sempre a favore del fratello più debole per dirimere i contrasti tra Sigeberto I e Chilperico I (la guerra civile tra la Neustria e l'Austrasia era iniziata dopo l'uccisione di Galsuinda, la moglie di Chilperico I, su ordine del marito; Galsuinda era la sorella di Brunechilde, moglie di Sigeberto I).
Non avendo eredi, essendogli premorti tutti i figli, nel 577, a Pompierre, adottò suo nipote Childeberto II, figlio di suo fratello Sigeberto I di Austrasia (ucciso per volere di Fredegonda nel 575) e di Brunechilde e, con il trattato di Andelot del 28 novembre 587, dispose che alla sua morte gli succedesse come re di Burgundia.
Nel 575 Gontrano estese i suoi domini a spese dei Longobardi, dopo il loro attacco in Provenza fermato dal generale Ennio Mummolo, includendo le città e le valli cisalpine di Aosta e Susa.
Durante la guerra tra Visigoti e Suebi, Gontrano si schierò a favore di questi ultimi, inviando una flotta in Galizia e intervenendo con le sue truppe nella penisola iberica per contrastare il re visigoto Leovigildo, che inviò contro Gontrano il figlio Recaredo, che sconfisse i Franchi.
Leovigildo allora offrì un'alleanza a Gontrano, che non solo la rifiutò, ma, con le sue truppe, entrò nuovamente nella penisola iberica, dove fu nuovamente fermato da Recaredo.
Dopo la morte di Leovigildo, avvenuta durante la seconda invasione di Gontrano, Recaredo, nuovo re dei Visigoti, nel corso del 587 si convertì alla religione ortodossa (cattolica) ma, nonostante la conversione dei Visigoti, Gontrano li attaccò per due volte in Settimania, venendo però sconfitto.
Gontrano, durante il suo regno, si dedicò anche all'edificazione di edifici religiosi, tra cui, nel 584, la chiesa di San Marcello a Chalon-sur-Saône; a Digione ampliò la chiesa di San Benigno.
Ormai anziano ed assieme al reggente Childeberto II, diedero il permesso al monaco irlandese san Colombano di fondare l'abbazia di Luxeuil e altri due monasteri nel cuore dei Vosgi e a operare assieme ai suoi monaci nelle varie missioni e fondazioni in tutti i regni Franchi.
Gontrano, secondo il cronista Fredegario, morì, nel trentatreesimo anno di regno, il 28 marzo 592, a Chalon-sur-Saône, dove fu sepolto nella chiesa di San Marcello da lui fondata.
Il trono, senza alcuna opposizione, passò a Childeberto II: la Burgundia andò così a formare un unico regno con l'Austrasia.
Memoria liturgica di san Gontrano: il 28 marzo.

## Matrimoni e discendenza
Gontrano si sposò due volte. Prima che prendesse moglie, però, una delle sue serve, Veneranda (ca. 520-589), divenne la sua concubina e gli diede un figlio, Gondebaldo (circa 549-dopo il 556), che fu avvelenato dalla matrigna Marcatrude dopo che Gontrano aveva inviato il suo primogenito ad Orléans. Nel 556, infatti, Gontrano aveva sposato la figlia di Magnario, un duca dei Franchi, Marcatrude (?- dopo il 556), che gli diede un figlio maschio (nato dopo il 561), il quale morì poco tempo dopo il fratellastro Gondebaldo.
Gontrano, dopo la morte dei due figli, allontanò da sé Marcatrude che, non molto tempo dopo, morì. Rimasto vedovo, nel 566 prese un'altra moglie, Austrechilde, detta Bobila (ca. 548-580), che gli diede due figli: Clotario e Clodomiro. Entrambi, secondo quanto riportato dal vescovo Mario di Avenches, morirono di peste nel 577.

## Ascendenza
|            |   |                            | Genitori |  |  | Nonni |  |  | Bisnonni     |  |  | Trisnonni |  |
|            |   |                            |          |  |  |       |  |  | Childerico I |  |  | Meroveo   |  |
|            |   |                            |          |  |  |       |  |  | Childerico I |  |  | Meroveo   |  |
|            |   | …                          |          |  |  |       |  |  | Childerico I |  |  |           |  |
| Clodoveo I |   |                            |          |  |  |       |  |  | Childerico I |  |  |           |  |
|            |   | Basina                     | …        |  |  |       |  |  |              |  |  |           |  |
|            |   | Basina                     | …        |  |  |       |  |  |              |  |  |           |  |
|            |   | Basina                     | …        |  |  |       |  |  |              |  |  |           |  |
| Clotario I |   | Basina                     |          |  |  |       |  |  |              |  |  |           |  |
|            |   | Chilperico II dei Burgundi | Gundioco |  |  |       |  |  |              |  |  |           |  |
|            |   | Chilperico II dei Burgundi | Gundioco |  |  |       |  |  |              |  |  |           |  |
|            |   | Chilperico II dei Burgundi | …        |  |  |       |  |  |              |  |  |           |  |
| Clotilde   |   | Chilperico II dei Burgundi |          |  |  |       |  |  |              |  |  |           |  |
|            |   | …                          | …        |  |  |       |  |  |              |  |  |           |  |
|            |   | …                          | …        |  |  |       |  |  |              |  |  |           |  |
|            |   | …                          | …        |  |  |       |  |  |              |  |  |           |  |
| Gontrano   |   | …                          |          |  |  |       |  |  |              |  |  |           |  |
|            | … | …                          |          |  |  |       |  |  |              |  |  |           |  |
|            | … | …                          |          |  |  |       |  |  |              |  |  |           |  |
|            | … | …                          |          |  |  |       |  |  |              |  |  |           |  |
| …          | … |                            |          |  |  |       |  |  |              |  |  |           |  |
|            |   | …                          | …        |  |  |       |  |  |              |  |  |           |  |
|            |   | …                          | …        |  |  |       |  |  |              |  |  |           |  |
|            |   | …                          | …        |  |  |       |  |  |              |  |  |           |  |
| Ingonda    |   | …                          |          |  |  |       |  |  |              |  |  |           |  |
|            |   | …                          | …        |  |  |       |  |  |              |  |  |           |  |
|            |   | …                          | …        |  |  |       |  |  |              |  |  |           |  |
|            |   | …                          | …        |  |  |       |  |  |              |  |  |           |  |
| …          |   | …                          |          |  |  |       |  |  |              |  |  |           |  |
|            |   | …                          | …        |  |  |       |  |  |              |  |  |           |  |
|            |   | …                          | …        |  |  |       |  |  |              |  |  |           |  |
|            |   | …                          | …        |  |  |       |  |  |              |  |  |           |  |
|            |   | …                          |          |  |  |       |  |  |              |  |  |           |  |

### Fonti primarie
- (LA)  Gregorio di Tours, Historia Francorum Testo disponibile su Wikisource.

### Letteratura storiografica
- Christian Pfister, La Gallia sotto i Franchi merovingi. Vicende storiche, in Storia del mondo medievale - Vol. I, Cambridge, Cambridge University Press, 1978,  pp. 688-711.
- Christian Pfister, La Gallia sotto i Franchi merovingi, istituzioni, in Storia del mondo medievale - Vol. I, Cambridge, Cambridge University Press, 1978,  pp. 712-742.
- Rafael Altamira, La Spagna sotto i visigoti, in Storia del mondo medievale - Vol. I, Cambridge, Cambridge University Press, 1978,  pp. 743-779.